# Cult of Luna
Cult of Luna es una banda sueca de sludge metal y de post-metal fundada en 1999. El grupo, que consiste en algunos de los miembros anteriores de la banda de hardcore Eclipse, ganó poco a poco un aprecio crítico y una popularidad underground como resultado de los lanzamientos de sus álbumes tempranos, Cult of Luna (2001) y The Beyond (2003). No obstante, fue por el lanzamiento de 2004 de Salvation que el grupo se estableció como uno de los líderes del género. Reduciendo el bastante esotérico uso de la agresión que caracterizaba el género, Cult of Luna empezó a llamarle la atención a un conjunto de fanes más amplio. A consecuencia del sonido más tranquilo de Salvation, la banda ha recibido reseñas positivas en la prensa de música popular. Esta reputación mejoró todavía más después del lanzamiento de Somewhere Along the Highway en 2006, otro álbum bien recibido.

## Historia

### Formación y primeros lanzamientos (1998–2007)
Cult of Luna se formó en 1998 de los "restos" de Eclipse, una banda de hardcore punk originaria de Umeå. Poco a poco obtuvieron cierto aprecio crítico y popularidad en la escena underground a raíz de sus primeros lanzamientos Cult of Luna (de 2001) y The Beyond (de 2003); sin embargo, es en el año 2004 que su álbum Salvation fue considerado su "lanzamiento revelación" por la crítica, precedido en 2006 por Somewhere Along the Highway, otro álbum bien recibido.
En agosto de 2006, la banda lanzó vía internet una nueva versión de "Marching to the Heartbeats" del álbum Somewhere Along the Highway titulada solamente "Heartbeats" a través de su cuenta en MySpace. La canción estuvo disponible para ser descargada de forma gratuita por unos días, siendo removida poco después. El punto de esta acción era ver si la canción podría mantenerse activa por medio de plataformas de intercambio de archivos/P2P, y aparentemente, como una forma de protesta contra la industria de la música conservadora, como dijo el teclista Anders Teglund en una entrevista.

### Eternal Kingdom(2008–2011)
En 2008 la banda lanzó su quinto álbum,Eternal Kingdom. Fue lanzado el 16 de junio en Europa y el 8 de julo en Estados Unidos..
En 2009 lanzaron el DVD Fire Was Born el cual incluye presentaciones en vivo del año 2008, una entrevista con la banda, así como todos sus videoclips lanzados hasta ese momento.
El 18 de octubre de 2009 la banda lanzó Eviga riket, un libro/audiolibro de pasta dura donde se detalla la historia y los temas empleados Eternal Kingdom. El libro se presentó en un formato bilingüe, narrado tanto en inglés como en sueco. El audiolibro contenía nuevos temas y pasajes musicales escritos por la banda. Eviga riket salió a la venta el 23 de febrero de 2010.

### VertikalyVertikal II(2012–2015)
El 8 de octubre de 2012, la banda anunció el título de su sexto álbum: Vertikal, así como los primeros preparativos de su siguiente gira por Europa. Las fechas de lanzamiento se confirmaron el 5 de noviembre, con la edición para Europa 25 de enero de 2013 y la edición para Estados Unidos el día 29. El 20 de septiembre de 2013 se lanzó un EP "compañero" titulado Vertikal II. Incluye tres canciones con las que Cult of Luna intenta concluir Vertikal así como un remix del tema "Vicarious Redemption" realizado por Justin Broadrick.
El 17 de diciembre de 2013,la banda anunció que tomarían un descanso comentando: "El año 2013 han sido un año muy activo para nosotros y tampoco queremos o creemos que sea buena idea continuar a ese ritmo", también dijeron: "Tarde o temprano volveremos a juntarnoss, es un hecho".
El 14 de mayo la banda fue curadora del festival Beyond The Redshift en Londres, el cual se llevó a cabo en tres sedes, con Cult Of Luna encabezando el cierre del festival en el Forum.

### Nueva alineación yMarinercon Julie Christmas (2016)
Durante las grabaciones y giras para promocionar Vertikal, Cult of Luna tuvo dos grandes cambios en su alineación los cuales no se hicieron públicos hasta 2016. Mientras grababan su álbum del año 2012, el teclista Anders Teglund "dejó la banda inesperadamente" siendo reemplazado por Kristian Karlsson. El guitarrista fundador Erik Olofsson manifestó a la banda sus deseos de salir, siendo su última presentación en el festival Beyond the Redshift en el 2014. Cult of Luna comentó que, a pesar de ya no ser un miembro oficial de la banda "todavía continua formando parte del universo de Cult of Luna." Fue temporalmente reemplazado por David Johansson de la banda Kongh.
El 8 de abril de 2018, Cult of Luna lanzó su séptimo álbum de estudio titulado Mariner — una colaboración con la cantante estadounidense Julie Christmas, integrante original de las bandas Made Out of Babies y Battle of Mice. Contrastando con la temática "industrial y citadina" de Vertikal, Mariner explora temas relacionados con el espacio exterior.

### A Dawn To Fear(2019–presente)
A finales de 2018, Cult of Luna anunció el comienzo de las sesiones de grabación y publicó fotos de la banda en los estudios en sus redes sociales en 2019. Se confirmaron de igual forma una serie de apariciones en un festival europeo de verano. El 20 de marzo de 2019 la banda anunció la forma de contrato con el sello discográfico Metal Blade Records y el primer lote de fechas de su gira europea agendada para el otoño de 2019. El 6 de mayo de 2019, la canción The Silent Man fue puesta a disposición en todas las plataformas junto con la fecha de lanzamiento de su nuevo material A Dawn To Fear, el 20 de septiembre de 2019.

## Estilo musical e influencias
El sonido de Cult of Luna ha progresado en cada material siendo influenciado en gran medida por el doom metal en una forma no tan agresiva, concentrándose en más en las orquestaciones. Fanes y críticos han definido este sonido como post-metal. La banda es considerada una principal representante del género, junto con otras propuestas contemporáneas como Isis.
Sus canciones son a menudo largas, lentas, repetitivas y aplastantes, con secciones de guitarra distorsionadas a menudo intercaladas con interludios orquestales, así como incursiones post-rock-escas. La banda evita las estructuras musicales convencionales, optando por sonidos envolventes a lo largo de las canciones, algunas veces orientados hacia crescendos climáticos en lugar de seguir el patrón verso-coro-verso. Este estilo, el cual también dota de "luz y oscuridad" a su música, les ha llevado a ser comparados con bandas como Isis (con quienes han salido de gira), Callisto y Pelican, así como con los veteranos Neurosis. El exvocalista Klas Rydberg, sin embargo, ha citado a Radiohead como una principal influencia.

## Temática
Conforme la banda progresa, las alusiones empleadas se volvieron menos exageradas y menos orientadas al "doom metal". De alguna forma, los álbumes mostraron un cambio, de iniciar con temas sobre el odio hacia la sociedad moderna como se aprecia en el álbum Cult of Luna hacia el rechazo por los partidos políticos gobernantes, notable en Salvation. El video realizado para el sencillo "Leave Me Here" es una referencia hacia la propaganda y el control sistemático sobre los individuos. Referencias similares se encuentran presentes en discos como Panopticon de sus contemporáneos Isis, enfocados en temas como la vigilancia continua por parte de los gobiernos semejando al gran hermano. Sus primeros álbumes hacían referencias a figuras negativas dentro de la cristiandad; como el diablo, Fausto o los cuatro jinetes del apocalipsis. Este tipo de temas ha disminuido considerablemente con el paso del tiempo, ya que a partir del álbum Salvation se tocan temas espirituales en forma general.
Somewhere Along the Highway es ligeramente diferente a sus lanzamientos previos. Se enfoca más en abordar temas personales, en especial la soledad , en lugar de afectaciones microscópicas como en sus demás trabajos.

## Miembros
| Miembros actuales - Magnus Líndberg – percusión, guitarras, samples (1998–presente) - Johannes Persson – voces, guitarras (1998–presente) - Andreas Johansson – bajo (2002–presente) - Thomas Hedlund – batería, percusión (2003–presente) - Fredrik Kihlberg – guitarras, voces (2004–presente) - Kristian Karlsson – teclados, electrónicos, samples, voces (2013–presente) | Miembros anteriores - Klas Rydberg – voces (1998–2012) - Erik Olofsson – guitarras (1998–2014) - Fredrik Renström – bajo (1999) - Axel Stattin – bajo (2000–2002) - Anders Teglund – teclados, electrónicos, samples, trompeta (2003–2013) - Marco Hildén – batería, percusión (1999–2002) Miembros de apoyo - Jonas Nordstrom – teclados, samples (2013) - David Johansson – bajo (2013) |

Línea de tiempo

## Discografía
Álbumes de estudio
| 2001 | Cult of Luna - Lanzamiento: 14 de septiembre de 2001 - Sello: Rage of Achilles - Formato: CD, vinilo                           | —  | —   | —  | —  | —  | —  |
| 2003 | The Beyond - Lanzamiento: 10 de febrero de 2003 - Sello: Earache - Formato: CD, vinilo                                         | —  | —   | —  | —  | —  | —  |
| 2004 | Salvation - Lanzamiento: 4 de octubre de 2004 - Sello: Earache - Formato: CD, vinilo                                           | —  | —   | —  | —  | —  | —  |
| 2006 | Somewhere Along the Highway - Lanzamiento: 24 de abril de 2006 - Sello: Earache - Formato: CD, vinilo                          | 59 | —   | —  | —  | —  | 22 |
| 2008 | Eternal Kingdom - Lanzamiento: 16 de junio de 2008 - Sello: Earache - Formato: CD, vinilo                                      | 47 | —   | —  | —  | —  | —  |
| 2013 | Vertikal - Lanzamiento: 25 de enero de 2013 - Sello: Indie - Formato: CD, vinilo                                               | 30 | 177 | 14 | —  | —  | 29 |
| 2014 | Eternal Music - Lanzamiento: 23 de mayo de 2014 - Sello: Pelagic - Formato: Vinilo                                             | —  | —   | —  | —  | —  | —  |
| 2016 | Mariner (con Julie Christmas) - Lanzamiento: 8 de abril de 2016 - Sello: Indie - Formato: CD, vinilo, descarga digital         | 28 | 193 | 29 | —  | 76 | 16 |
| 2019 | A Dawn to Fear - Lanzamiento: 20 de septiembre de 2019 - Sello: Metal Blade, Red Creek - Formato: CD, vinilo, descarga digital | —  | 177 | —  | 11 | 40 | 8  |
| 2022 | The Long Road North - Lanzamiento: 11 de febrero de 2022 - Sello: Metal Blade - Formato: CD, vinilo, descarga digital          | —  | —   | —  | —  | —  | —  |

EPs
- Switchblade / Cult of Luna 7" (split con Switchblade) (2000, Trust No One)
- Unfold The Inside / The Art Of Self Extermination 7" (también llamado Cult of Luna EP)[20] (2001, Hydra Head)
- Bodies / Recluse 7" (covers de The Smashing Pumpkins y Unbroken) (2006, Earache)
- Heartbeats (Elektronisk Balanserad) (2006)
- Vertikal II CD/12" (2013, Indie)
- Råångest (split con The Old Wind) CD/12" (2015, Pelagic)
- The Silent Man (2019, Metal Blade)

Álbumes en vivo
- Live at Roadburn 2013 (2017, Indie)[21]
- Somewhere Along the Highway: Live at Roadburn 2016 (2017, Indie)[22]
- Live at La Gâité Lyrique: Paris (2017, Indie)[23]

Otros lanzamientos
- Cult Of Luna / God Seed Remixes (2014)

## Videografía
Álbumes en video
- Fire Was Born (2009, Earache)
- Eviga Riket audiolibro (2010, C.O.L. Press)
- Years in a Day (2017)
- Mariner Live (2018)

Videoclips
| Año  | Canción                 | Álbum                       | Director                        | Ref.   |
| ---- | ----------------------- | --------------------------- | ------------------------------- | ------ |
| 2003 | "The Watchtower"        | The Beyond                  | Pete Bridgewater                | [ 24 ] |
| 2005 | "Leave Me Here"         | Salvation                   | Anders Forsman, Linus Johansson | [ 25 ] |
| 2006 | "Back to Chapel Town"   | Somewhere Along the Highway | Johannes Persson                | [ 26 ] |
| 2013 | "Passing Through"       | Vertikal                    | Markus Lundqvist                | [ 27 ] |
| 2016 | "Chevron"               | Mariner                     | Dave Longobardo                 |        |
| 2019 | "A Silent Man"          | A Dawn To Fear              | Johannes Persson                |        |
| 2019 | "Lay Your Head To Rest" | A Dawn To Fear              | Johannes Persson                |        |